# 익산 나들목
익산 나들목(Iksan IC)은 전북특별자치도 완주군 봉동읍 제내리에 있는 호남고속도로의 28번 교차로이다. 나들목 진출입로는 익산시 왕궁면 동용리와 접하고 있다. 1980년 4월 1일에 개통했으며, 개통 당시에는 다이아몬드 형태의 나들목이 있었으나, 요금소 설치 문제로 현재의 이중 트럼펫형 나들목으로 바뀌었다. 개통 당시 명칭은 이리 나들목이었으며 1995년 6월 1일에 지금과 같은 익산 나들목으로 명칭을 변경했다.
익산 시내 및 완주군 봉동읍 방면으로 진출할 수 있으며, 익산 시내와는 동쪽으로 약 10km 가량 떨어져 있다. 이 때문에 평화동 익산공용버스터미널과 센트럴시티를 오고가는 고속버스는 석왕동 팔봉정류장에서 중간 승하차한다.

## 연혁
- 1980년 4월 1일 : 이리 나들목이라는 이름으로 개통[2]
- 1994년 5월 20일 : 나들목 개량공사로 인해 전라북도 완주군 봉동면 제내리 ~ 익산군 왕궁면 동용리 940m 구간 도로구역 변경[3]
- 1995년 6월 1일 : 익산 나들목으로 명칭 변경
- 2006년 1월 2일 : 2010년까지 나들목 이설을 위해 봉동 도시계획구역 교통광장에 익산 나들목을 고시[4]

## 구조물 정보
- 위치: 전북특별자치도 완주군 봉동읍 제내리
- 영업소: 전북특별자치도 완주군 봉동읍 호남고속도로 185

## 접속하는 노선
- 지방도 제799호선 (무왕로, 봉동로)
- 간접 연결 : 지방도 제722호선 (무왕로, 용남삼거리 이용)

## 교통량 정보
| 요금소        | 통행량 (대/일) | 통행량 (대/일) | 통행량 (대/일) | 통행량 (대/일) | 통행량 (대/일) | 통행량 (대/일) | 통행량 (대/일) | 통행량 (대/일) | 통행량 (대/일) | 통행량 (대/일) | 각주  |
| 요금소        | 2001년         | 2002년         | 2003년         | 2004년         | 2005년         | 2006년         | 2007년         | 2008년         | 2009년         | 2010년         | 각주  |
| ------------- | -------------- | -------------- | -------------- | -------------- | -------------- | -------------- | -------------- | -------------- | -------------- | -------------- | ----- |
| 익산 (폐쇄식) | 7,245          | 6,287          | 6,507          | 6,417          | 6,166          | 6,358          | 6,516          | 5,840          | 5,641          | 5,837          | [ 5 ] |
| 요금소        | 2011년         | 2012년         | 2013년         | 2014년         | 2015년         | 2016년         | 2017년         | 2018년         | 2019년         |                | [ 5 ] |
| 익산 (폐쇄식) | 6,075          | 6,035          | 6,127          | 6,340          | 6,597          | 6,640          | 6,462          | 6,459          | 6,646          |                | [ 5 ] |

## 특징
- 육군훈련소로 갈때 대부분 호남고속도로지선 논산 나들목과 논산천안고속도로 연무 나들목으로 진출하게 되는데,호남 지역에서 육군훈련소로 갈 경우 이 나들목으로 진출하는게 더 빠르다.
- 이 나들목은 정작 익산시에 걸쳐만 있고 완주군에 있는데 반대로 삼례 나들목 경우 삼례는 완주인데 나들목은 정작 익산에 있다.